# Spider-Man und seine außergewöhnlichen Freunde
Spider-Man und seine außergewöhnlichen Freunde (orig.: Spider-Man and his Amazing Friends, dt. zu Beginn: „Spider-Man und seine sensationellen Freunde“) ist eine US-amerikanische Zeichentrickserie der Filmproduktionstochter von Marvel Comics. In den Jahren 1981 bis 1983 wurden insgesamt drei Staffeln gedreht.
Neben den bekannten Marvel-Charakteren Spider-Man und Iceman komplettiert Firestar die Gruppe. Spider-Man und Iceman waren schon vorher aus dem Marvel-Universum bekannt, aber Firestar wurde extra für die Serie kreiert. Immer wieder gibt es Bezüge zu anderen Helden der Marvel-Comics. So wird z. B. später erklärt, dass Firestar und Iceman früher Mitglieder der X-Men gewesen sind.

## Inhalt
Peter Parker alias Spider-Man ist Collegestudent an der Empire State Universität von New York City. Sein Studium finanziert er sich nebenbei durch den Job als Fotograf beim Daily Bugle, wobei er natürlich öfters Bilder von Spider-Man an den cholerischen Verleger J. Jonah Jameson verkauft. Nebenbei geht er natürlich noch seiner Beschäftigung als Superheld nach und kümmert sich um seine alte Tante May, bei der er auch wohnt.
Während des Studiums lernt er die Studenten Bobby Drake und Angelica Jones kennen, ohne jedoch zu ahnen, dass die beiden Mutanten sind und als Iceman und Firestar ebenfalls das Verbrechen bekämpfen. Nachdem die drei gegenseitig ihre geheimen Identitäten aufgedeckt haben, beschließen sie ein Superheldenteam – die „Spider-Freunde“ – zu werden. In ihrer ersten gemeinsamen Aktion helfen sie erfolgreich Unternehmer Tony Stark (alias Iron Man), der ihnen zum Dank in Tante Mays Haus ein hoch technisiertes Labor einrichtet. Bobby, Angelica und ihr Hund Miss Lion ziehen daraufhin bei Peter ein. Nur Tante May darf nichts von ihren Superkräften wissen. Während ihres Kampfes begegnen Spider-Man, Iceman und Firestar den bekannten Schurken aus dem Marvel-Universum, wie z. B. dem Grünen Kobold, Doktor Octopus, Mysterio, Kingpin, dem Sandman oder Kraven dem Jäger.
Die Geschichte wird in den Folgen nicht in der richtigen temporären Reihenfolge erzählt. So kämpfen die Freunde in den ersten Folgen bereits als eingespieltes Team miteinander. Erst in der Folge „Blinde Zerstörungswut“ in der dritten Staffel wird berichtet, wie es überhaupt zu dieser Zusammenarbeit kommt. Auch werden kaum andere Charaktere richtig eingeführt, da sie aus den Spider-Man-Comics als bekannt vorausgesetzt werden.

## Folgen

### Staffel 1 (1981)
| Nr. (ges.) | Nr. (St.) | Deutscher Titel                                                      | Originaltitel                   | Erstausstrahlung USA |
| --- | --------- | -------------------------------------------------------------------- | ------------------------------- | -------------------- |
| 1 | 1         | Der grüne Kobold / Rückkehr des Grünen Kobolds (Disney+)             | The Triumph of the Green Goblin | 12. Sep. 1981        |
| Norman Osborn wird wieder zum Grünen Kobold und entführt seine Nichte während einer College-Kostümparty.                                         |           |                                                                      |                                 |                      |
| 2 | 2         | Die Dinosaurier kommen                                               | The Crime of all Centuries      | 19. Sep. 1981        |
| Kraven der Jäger entführt Firestar, um eine Dinosaurierarmee auszubrüten.                                                                        |           |                                                                      |                                 |                      |
| 3 | 3         | Der alte Taugenichts / Der fantastische Mr. Frump (Disney+)          | The Fantastic Mr. Frump         | 26. Sep. 1981        |
| Ein missglückter Zauberspruch von Doctor Doom gibt dem alten Mister Frump Superkräfte, die sogar Tante May gefährden.                            |           |                                                                      |                                 |                      |
| 4 | 4         | Das Feuermonster / Sunfire (Disney+)                                 | Sunfire                         | 3. Okt. 1981         |
| Firestar verliebt sich in den japanischen Superhelden Sunfire, der von seinem Onkel dazu missbraucht wird ein Monster auf die Stadt loszulassen. |           |                                                                      |                                 |                      |
| 5 | 5         | Die Mächte des Weltalls / Swarm (Disney+)                            | Swarm                           | 10. Okt. 1981        |
| Der Alien Schwarm erringt die Kontrolle über einen Bienenschwarm und möchte New Yorks Bevölkerung in seine willigen Drohnen verwandeln.          |           |                                                                      |                                 |                      |
| 6 | 6         | Der Kampf der Giganten / Sieben kleine Superhelden (Disney+)         | 7 Little Superheroes            | 17. Okt. 1981        |
| Die Spider-Freunde kämpfen mit Captain America, Shanna, Prinz Namor und Doctor Strange gegen das Chamäleon.                                      |           |                                                                      |                                 |                      |
| 7 | 7         | Der Video-Mann / Video-Man (Disney+)                                 | Video Man                       | 24. Okt. 1981        |
| Electro erschafft ein Wesen namens Videoman, der Iceman, Firestar und Flash Thompson gefangen nimmt und in ein Videospiel einsperrt.             |           |                                                                      |                                 |                      |
| 8 | 8         | Bedrohung für Amerika / Magneto (Disney+)                            | The Prison Plot                 | 31. Okt. 1981        |
| Magneto hält die Besucher eines verlassenen Gefängnisses als Geisel, um die Entlassung der Bruderschaft zu erpressen.                            |           |                                                                      |                                 |                      |
| 9 | 9         | Spidermans Hollywood-Karriere / Spidey geht nach Hollywood (Disney+) | Spidey Goes Hollywood           | 7. Nov. 1981         |
| Mysterio bringt einen Filmregisseur dazu Spider-Man zu engagieren. (Gastauftritt von Bruce Banner, alias Hulk)                                   |           |                                                                      |                                 |                      |
| 10 | 10        | Lokis Rache                                                          | The Vengeance of Loki           | 14. Nov. 1981        |
| Der germanische Gott Loki verkleidet sich als sein Halbbruder Thor und greift New York an.                                                       |           |                                                                      |                                 |                      |
| 11 | 11        | Das schwarze Schwert / Ritter und Dämonen (Disney+)                  | Knights and Demons              | 21. Nov. 1981        |
| Spider-Man und der Schwarze Ritter (Black Knight) tun sich zusammen um Mordred zu bekämpfen.                                                     |           |                                                                      |                                 |                      |
| 12 | 12        | Die neue Waffe / Kingpins Marionetten (Disney+)                      | Pawns of the Kingpin            | 28. Nov. 1981        |
| Der Kingpin bringt mit einem Gedankenkontrollgerät Iceman und Captain America dazu, Verbrechen zu begehen.                                       |           |                                                                      |                                 |                      |
| 13 | 13        | Suche nach dem Roten Schädel                                         | Quest of the Red Skull          | 5. Dez. 1981         |
| Red Skull entführt die Spider-Freunde, damit sie seinen Plan den 3. Weltkrieg zu starten, nicht stören können.                                   |           |                                                                      |                                 |                      |

### Staffel 2 (1982)
| Nr. (ges.) | Nr. (St.) | Deutscher Titel                                                    | Originaltitel            | Erstausstrahlung USA |
| --- | --------- | ------------------------------------------------------------------ | ------------------------ | -------------------- |
| 14 | 1         | Der Wundertäter / Die Geschichte von Iceman (Disney+)              | The Origin of the Iceman | 18. Sep. 1982        |
| Videoman kehrt zurück und Iceman erzählt seine Geschichte, weil er fürchtet seine Kräfte zu verlieren. |           |                                                                    |                          |                      |
| 15 | 2         | Die Geburt des Spiderman / Die Geschichte von Spider-Man (Disney+) | Along Came Spidey        | 2. Okt. 1982         |
| Weil Shocker Tante May verletzt hat, überlegt Spider-Man das Superheldendasein aufzugeben. Er berichtet den anderen, wie er zum Superhelden wurde.                                                                      |           |                                                                    |                          |                      |
| 16 | 3         | Vom Aschenputtel zum Star / Die Geschichte von Firestar (Disney+)  | A Firestar is Born       | 25. Sep. 1982        |
| Iceman und Firestar besuchen ein Treffen der X-Men, auf dem Firestar erzählt wie sie vom „Aschenputtel“ zur Heldin wurde. Währenddessen versucht der böse Tut-Ench-Schlagzu (=Juggernaut) Professor Xavier anzugreifen. |           |                                                                    |                          |                      |

### Staffel 3 (1983)
| Nr. (ges.) | Nr. (St.) | Deutscher Titel                                                      | Originaltitel                                       | Erstausstrahlung USA |
| --- | --------- | -------------------------------------------------------------------- | --------------------------------------------------- | -------------------- |
| 17 | 1         | Spidy gegen Sandman / Spider-Man wird demaskiert (Disney+)           | Spider-Man: Unmasked!                               | 17. Sep. 1983        |
| Der Sandman findet heraus, dass Peter Parker Spider-Man ist. Jetzt braucht er Flash Thompsons unfreiwillige Hilfe. |           |                                                                      |                                                     |                      |
| 18 | 2         | Draculas Braut                                                       | The Bride of Dracula! / The Transylvania Connection | 24. Sep. 1983        |
| Firestar wird von Dracula nach Transsilvanien entführt. |           |                                                                      |                                                     |                      |
| 19 | 3         | Der Superheld / Ein Superheld in Ausbildung (Disney+)                | The Education of a Superhero                        | 1. Okt. 1983         |
| Der unscheinbare Student Francis Byte wird bei einem Angriff des Spielemanns (Gamesman) zufällig in Videoman verwandelt. Leider ist er den Spider-Freunden eher im Weg als eine Hilfe.                                                                     |           |                                                                      |                                                     |                      |
| 20 | 4         | Der Trick mit der Maske / Angriff der Arachnoiden (Disney+)          | Attack of the Arachnoid                             | 8. Okt. 1983         |
| Doktor Zoltan, ein verrückter Wissenschaftler, versucht, die Kräfte von Spider-Man zu kopieren und verwandelt sich dabei in ein Spinnenmonster. Spider-Man wird für dessen Verbrechen vor Gericht gestellt und von Matt Murdock alias Daredevil vertreten. |           |                                                                      |                                                     |                      |
| 21 | 5         | Blinde Zerstörungswut / Der Beginn der Spider-Freundschaft (Disney+) | Origin of the Spider-Friends                        | 15. Okt. 1983        |
| Stan Lee erzählt, wie es bei der Verteidigung der neuesten Technologie von Tony Stark (Iron Man) vor Bad Beetle zur ersten Zusammenarbeit der Spider-Freunde kam.                                                                                          |           |                                                                      |                                                     |                      |
| 22 | 6         | Unfall im All                                                        | Spidey Meets the Girl from Tomorrow                 | 22. Okt. 1983        |
| Spider-Man verliebt sich in ein gestrandetes Alien, dessen Schiff von Doktor Octopus gestohlen wurde. |           |                                                                      |                                                     |                      |
| 23 | 7         | Der Maschinen-Mensch                                                 | The X-Men Adventure                                 | 29. Okt. 1983        |
| Die Spiderfreunde kämpfen zusammen mit den X-Men gegen eine alte Flamme von Firestar. |           |                                                                      |                                                     |                      |
| 24 | 8         | Der Bann des Bösen                                                   | Mission: Save the Guardstar                         | 5. Nov. 1983         |
| S.H.I.E.L.D. bittet die Spider-Freunde, eine Mutantin namens Lightwave zu retten, die sich als Icemans Halbschwester entpuppt. |           |                                                                      |                                                     |                      |

## Hauptcharaktere
Spider-Man alias Peter Parker
Der Hauptartikel Spider-Man beschreibt die Geschichte von Peter Parker.
Firestar: Angelica Jones war ein Kind aus einer armen Familie, das nicht sehr viel Glück im Leben hatte. Da sie ihre Fähigkeiten noch nicht kontrollieren konnte und ihr deshalb oft Unfälle passierten, wurde sie von ihren Mitschülern gehänselt („Angelica, die Hexe“ (Jinx Jones)). Nach dem plötzlichen Tod ihrer geliebten Großmutter lebte sie allein mit ihrem Vater, der nichts von den merkwürdigen Hitzekräften merkte, die Angelica in der Pubertät immer mehr entwickelte. Erst der erste richtige Einsatz ihrer Kräfte ließ sie diese akzeptieren. Sie rettete ihren Vater und verwandelte sich dabei das erste Mal in Firestar. Dabei trägt sie einen hautengen, gelben Anzug, eine rote Maske und ihre ansonsten glatten, braunen Haare werden gelockt und feuerrot. Angelica beschloss eine Superheldin zu werden, aber ihre wahre Identität geheim zu halten. Erst später traf sie auf Iceman, der sie mit den X-Men bekannt machte. Professor Xavier lehrte sie, ihre Kräfte richtig einzusetzen. Firestar ist etwas stärker als eine normale Frau, sie kann Mikrowellenenergie erzeugen und in verschiedenen Formen abgeben (z. B. als Feuerbälle, Hitzestrahlen, Feuerwände). Die Wellen erzeugen auch eine leuchtende Aura um sie, die sie zum Fliegen nutzen kann. Ihre Körpertemperatur kann sie so sehr steigern, dass sie sogar Felsen schmelzen kann. Ihre Schwäche ist Kälte, die sie ihre Kräfte verlieren lässt.
Die Figur von Firestar wurde nach dem Erfolg der Serie mit einigen Änderungen als Charakterin in die Marvel-Mainstream-Comics eingeführt. Für nähere Informationen, siehe Firestar und New Warriors.
Iceman: Robert „Bobby“ Drake wurde schon mit der Fähigkeit geboren, die ihn umgebende Feuchtigkeit zu gefrieren, aber erst während der Pubertät lernte er, die Kräfte zu steuern. Bobby kann seine Körpertemperatur bis weit unter den Nullpunkt senken und dabei auch Eiseskälte abgeben. Zudem kann er Schnee und Eis in fast beliebiger Form erzeugen und sogar seinen gesamten Körper in Eis verwandeln. Dabei werden seine Augen leuchtend grün. Um sich fortzubewegen, kann er eine Eisbahn erzeugen, auf der er vorwärts rutscht.
Extreme Hitze schwächt seine Kräfte.

## Produktion und Veröffentlichung
Die Serie wurde von 1981 bis 1983 von Marvel Productions, Mihahn und DePatie-Freleng produziert, wobei DePatie Freleng nach 15 Folgen ausstieg. Die Musik komponierte Johnny Douglas. Einige der Folgen werden von Erfinder Stan Lee persönlich aus dem Off kommentiert.
Die Folge „Der Trick mit der Maske“ entspricht in großen Teilen der Handlung der Folge „Spider-Man gegen Spider-Man“ der 1981 Spider-Man-Serie.
Die Serie wurde vom 12. September 1981 bis zum 10. September 1983 in drei Staffeln auf NBC als Samstagmorgenzeichentrickfilm ausgestrahlt. In Deutschland wurde die Serie das erste Mal vom 1. Dezember 1990 bis zum 4. Mai 1991 bei RTLplus ausgestrahlt. Es folgten Wiederholungen bei Fox Kids, Jetix und im Programm von Premiere.
2019 wurde eine neue Synchronfassung erstellt.

### Synchronisation
| Rolle                     | englischer Sprecher                                                           | deutscher Sprecher | deutscher Sprecher |
| Rolle                     | englischer Sprecher                                                           | RTL (1990) | 2. Synchro (2019)  |
| ------------------------- | ----------------------------------------------------------------------------- | --- | ------------------ |
| Vorspannsprecher          | Dick Tufeld (Staffel 1) William Marshall (Staffel 2) Ron Feinberg (Staffel 3) | Michael Eder |                    |
| Peter Parker / Spider-Man | Dan Gilvezan                                                                  | Michael Schwarzmaier (bis Episode 1.08) Frank Röth (ab Episode 1.09)                                                                 | Kim Hasper         |
| Bobby Drake / Iceman      | Frank Welker                                                                  | Ulf-Jürgen Wagner (ab Episode 2.02)                                                                                                  | Julien Haggège     |
| Angelica Jones / Firestar | Kathy Garver                                                                  | Viola Böhmelt (bis Episode 2.01) Michèle Tichawsky (ab Episode 2.02.)                                                                | Sonja Spuhl        |
| Flash Thompson            | Frank Welker                                                                  | Arnim André (Staffel 1) Erhard Hartmann (Staffel 2 & 3)                                                                              | Michael Deffert    |
| Shiro Yoshida / Sunfire   | Jerry Dexter                                                                  | Matthias von Stegmann | Florian Clyde      |
| Tante May                 | June Foray                                                                    | Alice Franz | Karin David        |
| J. Jonah Jameson          | William Woodson                                                               | Fritz von Hardenberg (Episode 1.11) Berno von Cramm (Episode 2.01) Norbert Gastell (Episode 3.01) Ulf Jürgen Söhmisch (Episode 3.05) |                    |
| Doctor Doom               | Shepard Menken                                                                | Norbert Gastell | Peter Flechtner    |
| Grüner Kobold             | Dennis Marks                                                                  | Manfred Erdmann |                    |
| Tony Stark                | William H. Marshall                                                           | Norbert Gastell |                    |
| Sandman                   | Chris Latta                                                                   | Karl-Heinz Krolzyk |                    |
| Doctor Octopus            | Michael Bell                                                                  | Michael Rüth | Sascha Rotermund   |
| Erzähler                  | Dick Tufeld (Staffel 1) Stan Lee (Staffel 2+3)                                | Fritz von Hardenberg | Boris Tessmann     |

## Ableger und Adaptionen
Nach dem Cameo-Auftritt des Unglaublichen Hulk in „Spider-Mans Hollywoodkarriere“ entschied sich Marvel einen neuen Cartoon unter dem Namen „Der unheimliche Hulk und der unglaubliche Spider-Man“ (The Incredible Hulk and the Amazing Spider-Man) herauszubringen.
Firestar hatte nach der Serie mehrere Auftritte in Marvel-Comics, so im Uncanny X-Men #193 und einer eigenen Mini-Serie. Auch erschienen 2006 zwei Geschichten unter dem Titel Spider-Man Family: Amazing Friends, die auf der Serie aufbauten.

## Nominierung
Die Serie wurde 1982 für den Young Artist Award in der Kategorie „Beste Kinder-Fernsehserie“ nominiert.